# Zwerg-Kiefer
Die Zwerg-Kiefer (Pinus pumila), auch Japanische Zwerg-Kiefer genannt, ist eine Pflanzenart aus der Gattung der Kiefern (Pinus).

## Beschreibung

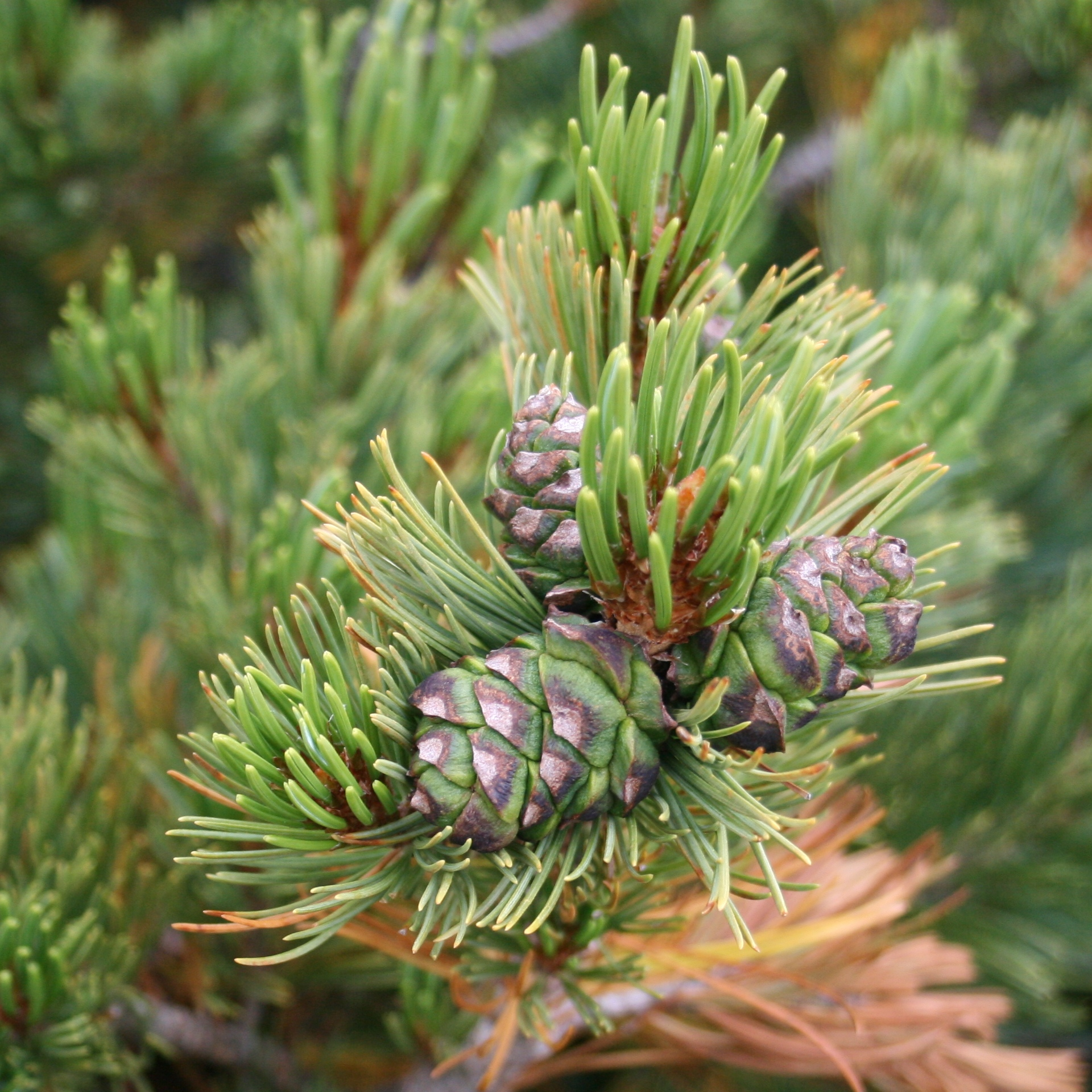
Zweig mit Zapfen

Die Zwerg-Kiefer wächst strauchförmig und erreicht nur Wuchshöhen von 1 bis 3, selten bis zu 5 Metern. Die 4 bis 6 cm langen Nadeln stehen zu fünft in Kurztrieben. Die Zapfen werden 2,5 bis 4,5 cm lang und enthalten große, nussartige, ungeflügelte Samen.
Die Chromosomenzahl beträgt 2n = 24.

## Vorkommen
Das natürliche Verbreitungsgebiet der Zwerg-Kiefer erstreckt sich vom nordöstlichen Sibirien über Kamtschatka bis nach Japan und dem nördlichen China.

## Systematik
Die Zwerg-Kiefer wurde 1784 von Peter Simon Pallas als Varietät Pinus cembra var. pumila in seinem Werk „Fl. Ross.“ Band 1(1), Seite 5 erstbeschrieben. Erst Eduard August von Regel gab ihr 1859 in seinem Petersburger Samenverzeichnis (Index seminum) Seite 23 den Rang einer Art: Pinus pumila (Pall.) Regel. Synonyme der Art sind Pinus cembra subsp. pumila (Pall.) Endl., Pinus cembra var. pygmaea Loudon oder Pinus nana Lemée & H.Lév.
In den Bergen Nordjapans hybridisiert Pinus pumila gelegentlich mit Pinus parviflora; diese Naturhybriden Pinus × hakkodensis Makino sind größer als Pinus pumila; sie können Wuchshöhen von bis zu 8 bis 10 Meter erreichen.